# Jordan 196

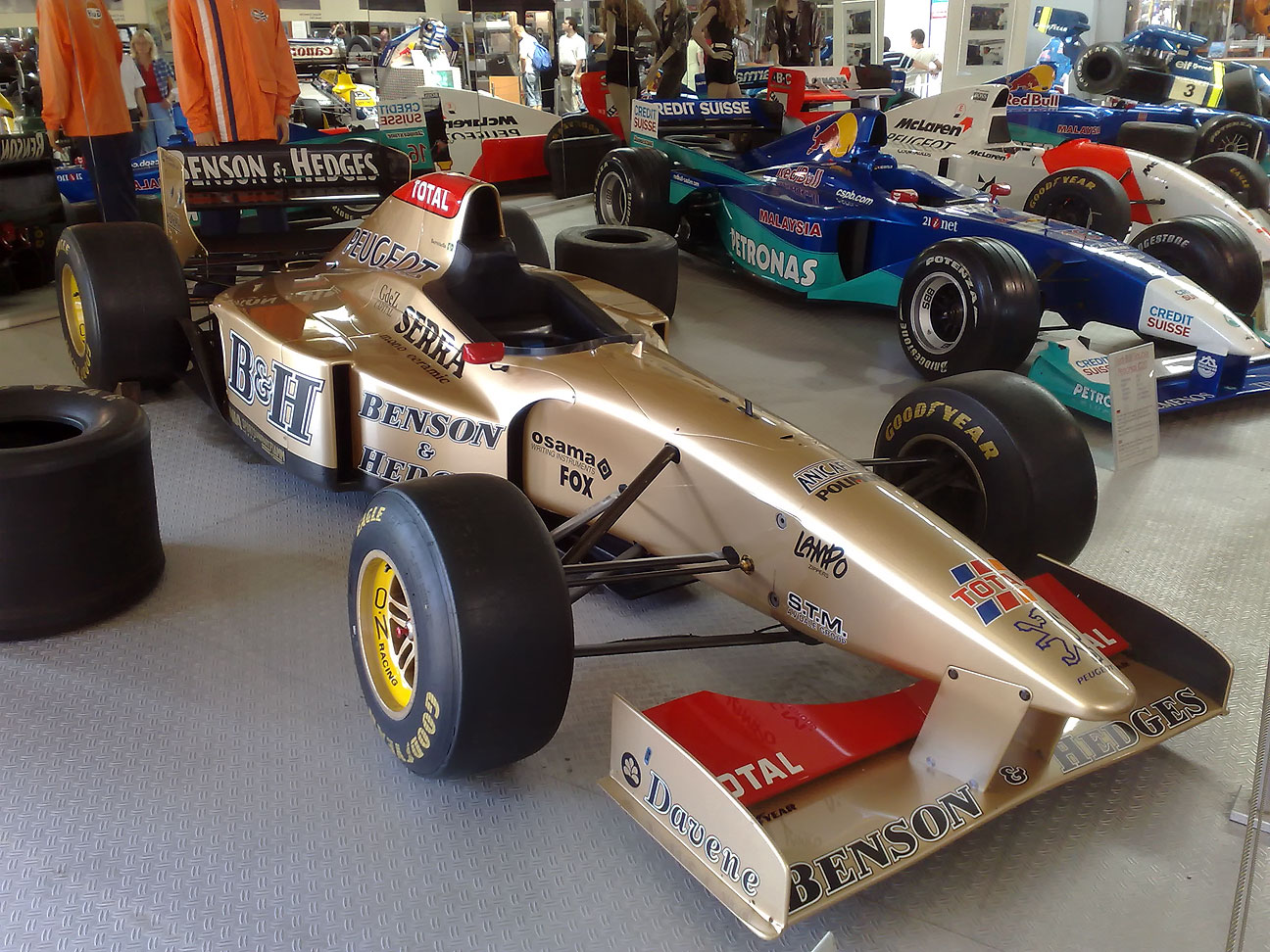
Jordan Peugeot 196

Der Jordan 196 war der Formel-1-Rennwagen mit dem das Team Jordan-Peugeot an der Formel-1-Weltmeisterschaft 1996 teilnahm. Entworfen wurde er von Gary Anderson, der bereits seit 1990 als Designer für Jordan tätig war.

## Geschichte

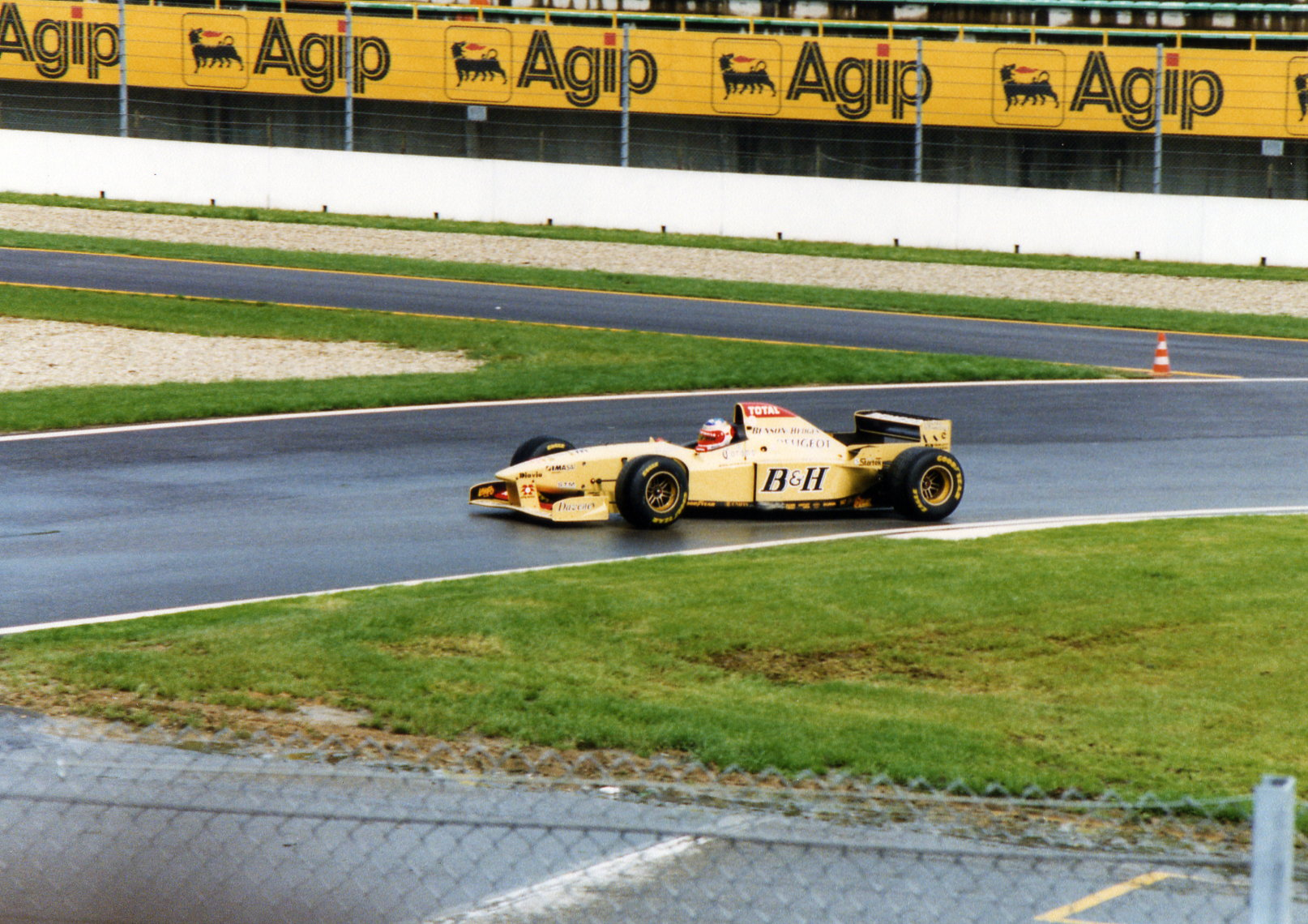
Rubens Barrichello beim Großen Preis von San Marino 1996; zu diesem Zeitpunkt war der Farbton des Autos noch in Gelb gehalten.

Bei den ersten Rennen der Saison war der Jordan 196 noch in einem hellen Gelbton lackiert. Um die Lackierung auf den Hauptsponsor Benson & Hedges abzustimmen, wechselte man später auf den bekannten Goldton.
Die Fahrer waren Rubens Barrichello, der bereits seine vierte Saison für Jordan bestritt, und Martin Brundle, der von Ligier nach der Saison 1995 zu Jordan wechselte.
Das beste Saisonergebnis erzielte man beim Großen Preis von Italien, bei dem Brundle als Vierter und Barrichello als Fünfter ins Ziel kamen. Am Ende der Saison belegte Jordan mit 22 Punkten den fünften Platz in der Konstrukteurswertung.

## Technik
Der Jordan 196 wurde von einem Peugeot-A12-V10-Motor mit 3000 cm³ Hubraum angetrieben. Beim Getriebe handelte es sich um ein halbautomatisches Jordan-7-Speed-Getriebe. Der Treibstoff wurde von Total geliefert. Die Reifen bezog man, wie alle Teams in der Saison 1996 von Goodyear.
| Gewicht            | 595 kg  |
| Tankvolumen        | 145 l   |
| Radstand           | 2950 mm |
| Spurweite (vorne)  | 1700 mm |
| Spurweite (hinten) | 1618 mm |

## Resultate
| Fahrer                          | Nr.                             | 1   | 2   | 3   | 4 | 5   | 6   | 7   | 8   | 9 | 10 | 11 | 12  | 13  | 14 | 15  | 16 | Punkte | Rang |
| ------------------------------- | ------------------------------- | --- | --- | --- | - | --- | --- | --- | --- | - | -- | -- | --- | --- | -- | --- | -- | ------ | ---- |
| Formel-1-Weltmeisterschaft 1996 | Formel-1-Weltmeisterschaft 1996 |     |     |     |   |     |     |     |     |   |    |    |     |     |    |     |    | 22     | 5.   |
| R. Barrichello                  | 11                              | DNF | DNF | 4   | 5 | 5   | DNF | DNF | DNF | 9 | 4  | 6  | 6   | DNF | 5  | DNF | 9  | 22     | 5.   |
| M. Brundle                      | 12                              | DNF | 12  | DNF | 6 | DNF | DNF | DNF | 6   | 8 | 6  | 10 | DNF | DNF | 4  | 9   | 5  | 22     | 5.   |

| Legende  | Legende            | Legende                                                          |
| Farbe    | Abkürzung          | Bedeutung                                                        |
| -------- | ------------------ | ---------------------------------------------------------------- |
| Gold     | –                  | Sieg                                                             |
| Silber   | –                  | 2. Platz                                                         |
| Bronze   | –                  | 3. Platz                                                         |
| Grün     | –                  | Platzierung in den Punkten                                       |
| Blau     | –                  | Klassifiziert außerhalb der Punkteränge                          |
| Violett  | DNF                | Rennen nicht beendet (did not finish)                            |
| Violett  | NC                 | nicht klassifiziert (not classified)                             |
| Rot      | DNQ                | nicht qualifiziert (did not qualify)                             |
| Rot      | DNPQ               | in Vorqualifikation gescheitert (did not pre-qualify)            |
| Schwarz  | DSQ                | disqualifiziert (disqualified)                                   |
| Weiß     | DNS                | nicht am Start (did not start)                                   |
| Weiß     | WD                 | zurückgezogen (withdrawn)                                        |
| Hellblau | PO                 | nur am Training teilgenommen (practiced only)                    |
| Hellblau | TD                 | Freitags-Testfahrer (test driver)                                |
| ohne     | DNP                | nicht am Training teilgenommen (did not practice)                |
| ohne     | INJ                | verletzt oder krank (injured)                                    |
| ohne     | EX                 | ausgeschlossen (excluded)                                        |
| ohne     | DNA                | nicht erschienen (did not arrive)                                |
| ohne     | C                  | Rennen abgesagt (cancelled)                                      |
| ohne     | keine WM-Teilnahme |                                                                  |
| sonstige | P/fett             | Pole-Position                                                    |
| sonstige | 1/2/3/4/5/6/7/8    | Punktplatzierung im Sprint-/Qualifikationsrennen                 |
| sonstige | SR/kursiv          | Schnellste Rennrunde                                             |
| sonstige | *                  | nicht im Ziel, aufgrund der zurückgelegten Distanz aber gewertet |
| sonstige | ()                 | Streichresultate                                                 |
| sonstige | unterstrichen      | Führender in der Gesamtwertung                                   |